# Tinmouth
Tinmouth és una població dels Estats Units a l'estat de Vermont. Segons el cens del 2000 tenia 567 habitants.

## Demografia
Segons el cens del 2000, Tinmouth tenia 567 habitants, 231 habitatges, i 167 famílies. La densitat de població era de 7,7 habitants per km².
Dels 231 habitatges en un 32,5% hi vivien nens de menys de 18 anys, en un 61,5% hi vivien parelles casades, en un 8,2% dones solteres, i en un 27,7% no eren unitats familiars. En el 23,8% dels habitatges hi vivien persones soles el 9,5% de les quals corresponia a persones de 65 anys o més que vivien soles. El nombre mitjà de persones vivint en cada habitatge era de 2,45 i el nombre mitjà de persones que vivien en cada família era de 2,86.
Per edats la població es repartia de la següent manera: un 22% tenia menys de 18 anys, un 7,6% entre 18 i 24, un 29,3% entre 25 i 44, un 28% de 45 a 60 i un 13,1% 65 anys o més.
L'edat mediana era de 40 anys. Per cada 100 dones de 18 o més anys hi havia 104,6 homes.
La renda mediana per habitatge era de 32.604 $ i la renda mediana per família de 34.792 $. Els homes tenien una renda mediana de 25.313 $ mentre que les dones 22.708 $. La renda per capita de la població era de 16.583 $. Entorn del 7,6% de les famílies i l'11,1% de la població estaven per davall del llindar de pobresa.